# Phyllodromica barbata
Phyllodromica barbata är en kackerlacksart som beskrevs av Bohn 1999. Phyllodromica barbata ingår i släktet Phyllodromica och familjen småkackerlackor.
Artens utbredningsområde är Spanien. Inga underarter finns listade i Catalogue of Life.